# Maria Adelheid van Luxemburg
Maria Adelheid Theresia Hilda Antonia Wilhelmina (kasteel Berg, 14 juni 1894 — kasteel Hohenburg, Beieren, 24 januari 1924), was groothertogin van Luxemburg van 1912 tot 1919.
Omdat Maria Adelheids ouders alleen dochters kregen, en omdat prins Nicolaas van Nassau morganatisch gehuwd was en diens kinderen daarom niet troongerechtigd waren, was haar vader groothertog Willem IV na het overlijden van zijn vader Adolf het laatste mannelijke lid van het Huis Nassau. Dat betekende dat bij zijn overlijden artikel 42 van de Erneuerte Nassauische Erbverein in werking zou treden. Dat artikel bepaalde dat in het geval het Huis Nassau in de mannelijke lijn zou uitsterven, «eine Tochter und zwar, wann deren mehrere vorhanden, die Erstgeborne, oder in deren Mangel die nächste Erbin des letzten Mannsstammes, mit Ausschluss aller andern entfernterer, zur Succession berufen seyn solle». Willem bevestigde dit bij groothertogelijk decreet van 16 april 1907. Het decreet werd bij wet van 10 juli 1907 bekrachtigd. Als Willems oudste dochter werd Maria Adelheid zodoende erfgroothertogin van Luxemburg en erfhertogin van Nassau.
Bij het overlijden van haar vader in 1912 volgde Maria Adelheid hem op, de eerste vier maanden tot haar 18e verjaardag onder regentschap van haar moeder Maria Anna van Portugal. Van bij de aanvang van haar regering streden despotische neigingen en tomeloze energie om de voorrang, waardoor zij regelmatig in aanvaring kwam met haar ministers. Bij het uitbreken van de Eerste Wereldoorlog probeerde zij symbolisch de opmars van de Duitse troepen aan de grenzen van haar vorstendom tegen te houden, door haar wagen bij de grenspost dwars over de weg te parkeren. Aan keizer Wilhelm II liet zij weten "dat de schending van de Luxemburgse neutraliteit voor altijd een smet zou werpen op de eer van zijn Rijk...".
Niettemin vonden heel wat Luxemburgers, met name de linkse partijen, dat zij te veel sympathie voor de Duitsers had betoond. Na de wapenstilstand werd haar door het Luxemburgse parlement verzocht zich te onthouden van elke politieke handeling, tot er over haar lot zou beslist worden. In de nacht van 9 op 10 januari 1919 deed zij troonsafstand. Het parlement riep de Republiek uit, maar herstelde 48 uur later de monarchie, toen bleek dat haar jongere zuster Charlotte bereid was haar op te volgen.
Maria Adelheid volgde daarop haar religieuze roeping en trad in het klooster van de karmelietessen te Modena. Later trad zij nog in bij de Kleine Zusters van de Armen in Rome. Om gezondheidsredenen moest zij dit klooster na korte tijd weer verlaten, waarna zij zich in Beieren vestigde, waar zij ook overleed. Haar lichaam werd bijgezet in de kathedraal van Luxemburg.

## Kwartierstaat
| Willem van Nassau (1792-1839) | Willem van Nassau (1792-1839) | Willem van Nassau (1792-1839) | Willem van Nassau (1792-1839) | Willem van Nassau (1792-1839)            | Willem van Nassau (1792-1839)            | Louise van Saksen-Hildburghausen (1794-1824) | Louise van Saksen-Hildburghausen (1794-1824) | Louise van Saksen-Hildburghausen (1794-1824) | Louise van Saksen-Hildburghausen (1794-1824) | Louise van Saksen-Hildburghausen (1794-1824) | Louise van Saksen-Hildburghausen (1794-1824) |                                     |                                     | Frederik Augustus van Anhalt-Dessau (1799-1864) | Frederik Augustus van Anhalt-Dessau (1799-1864) | Frederik Augustus van Anhalt-Dessau (1799-1864) | Frederik Augustus van Anhalt-Dessau (1799-1864) | Frederik Augustus van Anhalt-Dessau (1799-1864) | Frederik Augustus van Anhalt-Dessau (1799-1864) | Marie Louise van Hessen-Kassel (1814-1895)   | Marie Louise van Hessen-Kassel (1814-1895)   | Marie Louise van Hessen-Kassel (1814-1895) | Marie Louise van Hessen-Kassel (1814-1895) | Marie Louise van Hessen-Kassel (1814-1895) | Marie Louise van Hessen-Kassel (1814-1895) |  |  | Johan VI van Portugal (1767-1826) | Johan VI van Portugal (1767-1826) | Johan VI van Portugal (1767-1826) | Johan VI van Portugal (1767-1826) | Johan VI van Portugal (1767-1826)  | Johan VI van Portugal (1767-1826)  | Charlotte Joachime van Bourbon (1775-1830) | Charlotte Joachime van Bourbon (1775-1830) | Charlotte Joachime van Bourbon (1775-1830) | Charlotte Joachime van Bourbon (1775-1830) | Charlotte Joachime van Bourbon (1775-1830) | Charlotte Joachime van Bourbon (1775-1830) |                                     |                                     | Constantijn van Löwenstein-Wertheim-Rosenberg (1802–1838) | Constantijn van Löwenstein-Wertheim-Rosenberg (1802–1838) | Constantijn van Löwenstein-Wertheim-Rosenberg (1802–1838) | Constantijn van Löwenstein-Wertheim-Rosenberg (1802–1838) | Constantijn van Löwenstein-Wertheim-Rosenberg (1802–1838) | Constantijn van Löwenstein-Wertheim-Rosenberg (1802–1838) | Maria Agnes Henriette van Hohenlohe-Langenburg (1804–1835) | Maria Agnes Henriette van Hohenlohe-Langenburg (1804–1835) | Maria Agnes Henriette van Hohenlohe-Langenburg (1804–1835) | Maria Agnes Henriette van Hohenlohe-Langenburg (1804–1835) | Maria Agnes Henriette van Hohenlohe-Langenburg (1804–1835) | Maria Agnes Henriette van Hohenlohe-Langenburg (1804–1835) |  |  |  |  |  |  |  |  |  |  |  |  |  |  |  |  |  |  |  |  |  |  |  |  |  |  |  |  |  |  |  |  |  |  |  |  |  |  |  |  |  |  |  |  |  |  |  |  |
| Willem van Nassau (1792-1839) | Willem van Nassau (1792-1839) | Willem van Nassau (1792-1839) | Willem van Nassau (1792-1839) | Willem van Nassau (1792-1839)            | Willem van Nassau (1792-1839)            | Louise van Saksen-Hildburghausen (1794-1824) | Louise van Saksen-Hildburghausen (1794-1824) | Louise van Saksen-Hildburghausen (1794-1824) | Louise van Saksen-Hildburghausen (1794-1824) | Louise van Saksen-Hildburghausen (1794-1824) | Louise van Saksen-Hildburghausen (1794-1824) |                                     |                                     | Frederik Augustus van Anhalt-Dessau (1799-1864) | Frederik Augustus van Anhalt-Dessau (1799-1864) | Frederik Augustus van Anhalt-Dessau (1799-1864) | Frederik Augustus van Anhalt-Dessau (1799-1864) | Frederik Augustus van Anhalt-Dessau (1799-1864) | Frederik Augustus van Anhalt-Dessau (1799-1864) | Marie Louise van Hessen-Kassel (1814-1895)   | Marie Louise van Hessen-Kassel (1814-1895)   | Marie Louise van Hessen-Kassel (1814-1895) | Marie Louise van Hessen-Kassel (1814-1895) | Marie Louise van Hessen-Kassel (1814-1895) | Marie Louise van Hessen-Kassel (1814-1895) |  |  | Johan VI van Portugal (1767-1826) | Johan VI van Portugal (1767-1826) | Johan VI van Portugal (1767-1826) | Johan VI van Portugal (1767-1826) | Johan VI van Portugal (1767-1826)  | Johan VI van Portugal (1767-1826)  | Charlotte Joachime van Bourbon (1775-1830) | Charlotte Joachime van Bourbon (1775-1830) | Charlotte Joachime van Bourbon (1775-1830) | Charlotte Joachime van Bourbon (1775-1830) | Charlotte Joachime van Bourbon (1775-1830) | Charlotte Joachime van Bourbon (1775-1830) |                                     |                                     | Constantijn van Löwenstein-Wertheim-Rosenberg (1802–1838) | Constantijn van Löwenstein-Wertheim-Rosenberg (1802–1838) | Constantijn van Löwenstein-Wertheim-Rosenberg (1802–1838) | Constantijn van Löwenstein-Wertheim-Rosenberg (1802–1838) | Constantijn van Löwenstein-Wertheim-Rosenberg (1802–1838) | Constantijn van Löwenstein-Wertheim-Rosenberg (1802–1838) | Maria Agnes Henriette van Hohenlohe-Langenburg (1804–1835) | Maria Agnes Henriette van Hohenlohe-Langenburg (1804–1835) | Maria Agnes Henriette van Hohenlohe-Langenburg (1804–1835) | Maria Agnes Henriette van Hohenlohe-Langenburg (1804–1835) | Maria Agnes Henriette van Hohenlohe-Langenburg (1804–1835) | Maria Agnes Henriette van Hohenlohe-Langenburg (1804–1835) |  |  |  |  |  |  |  |  |  |  |  |  |  |  |  |  |  |  |  |  |  |  |  |  |  |  |  |  |  |  |  |  |  |  |  |  |  |  |  |  |  |  |  |  |  |  |  |  |
|                               |                               |                               |                               |                                          |                                          |                                              |                                              |                                              |                                              |                                              |                                              |                                     |                                     |                                                 |                                                 |                                                 |                                                 |                                                 |                                                 |                                              |                                              |                                            |                                            |                                            |                                            |  |  |                                   |                                   |                                   |                                   |                                    |                                    |                                            |                                            |                                            |                                            |                                            |                                            |                                     |                                     |                                                           |                                                           |                                                           |                                                           |                                                           |                                                           |                                                            |                                                            |                                                            |                                                            |                                                            |                                                            |  |  |  |  |  |  |  |  |  |  |  |  |  |  |  |  |  |  |  |  |  |  |  |  |  |  |  |  |  |  |  |  |  |  |  |  |  |  |  |  |  |  |  |  |  |  |  |  |
|                               |                               |                               |                               | Adolf van Luxemburg (1817-1905)          | Adolf van Luxemburg (1817-1905)          | Adolf van Luxemburg (1817-1905)              | Adolf van Luxemburg (1817-1905)              | Adolf van Luxemburg (1817-1905)              | Adolf van Luxemburg (1817-1905)              |                                              |                                              |                                     |                                     |                                                 |                                                 | Adelheid Marie van Anhalt-Dessau (1833-1916)    | Adelheid Marie van Anhalt-Dessau (1833-1916)    | Adelheid Marie van Anhalt-Dessau (1833-1916)    | Adelheid Marie van Anhalt-Dessau (1833-1916)    | Adelheid Marie van Anhalt-Dessau (1833-1916) | Adelheid Marie van Anhalt-Dessau (1833-1916) |                                            |                                            |                                            |                                            |  |  |                                   |                                   |                                   |                                   | Michaël I van Portugal (1802-1866) | Michaël I van Portugal (1802-1866) | Michaël I van Portugal (1802-1866)         | Michaël I van Portugal (1802-1866)         | Michaël I van Portugal (1802-1866)         | Michaël I van Portugal (1802-1866)         |                                            |                                            |                                     |                                     |                                                           |                                                           | Adelheid van Löwenstein-Wertheim-Rosenberg (1831-1909)    | Adelheid van Löwenstein-Wertheim-Rosenberg (1831-1909)    | Adelheid van Löwenstein-Wertheim-Rosenberg (1831-1909)    | Adelheid van Löwenstein-Wertheim-Rosenberg (1831-1909)    | Adelheid van Löwenstein-Wertheim-Rosenberg (1831-1909)     | Adelheid van Löwenstein-Wertheim-Rosenberg (1831-1909)     |                                                            |                                                            |                                                            |                                                            |  |  |  |  |  |  |  |  |  |  |  |  |  |  |  |  |  |  |  |  |  |  |  |  |  |  |  |  |  |  |  |  |  |  |  |  |  |  |  |  |  |  |  |  |  |  |  |  |
|                               |                               |                               |                               | Adolf van Luxemburg (1817-1905)          | Adolf van Luxemburg (1817-1905)          | Adolf van Luxemburg (1817-1905)              | Adolf van Luxemburg (1817-1905)              | Adolf van Luxemburg (1817-1905)              | Adolf van Luxemburg (1817-1905)              |                                              |                                              |                                     |                                     |                                                 |                                                 | Adelheid Marie van Anhalt-Dessau (1833-1916)    | Adelheid Marie van Anhalt-Dessau (1833-1916)    | Adelheid Marie van Anhalt-Dessau (1833-1916)    | Adelheid Marie van Anhalt-Dessau (1833-1916)    | Adelheid Marie van Anhalt-Dessau (1833-1916) | Adelheid Marie van Anhalt-Dessau (1833-1916) |                                            |                                            |                                            |                                            |  |  |                                   |                                   |                                   |                                   | Michaël I van Portugal (1802-1866) | Michaël I van Portugal (1802-1866) | Michaël I van Portugal (1802-1866)         | Michaël I van Portugal (1802-1866)         | Michaël I van Portugal (1802-1866)         | Michaël I van Portugal (1802-1866)         |                                            |                                            |                                     |                                     |                                                           |                                                           | Adelheid van Löwenstein-Wertheim-Rosenberg (1831-1909)    | Adelheid van Löwenstein-Wertheim-Rosenberg (1831-1909)    | Adelheid van Löwenstein-Wertheim-Rosenberg (1831-1909)    | Adelheid van Löwenstein-Wertheim-Rosenberg (1831-1909)    | Adelheid van Löwenstein-Wertheim-Rosenberg (1831-1909)     | Adelheid van Löwenstein-Wertheim-Rosenberg (1831-1909)     |                                                            |                                                            |                                                            |                                                            |  |  |  |  |  |  |  |  |  |  |  |  |  |  |  |  |  |  |  |  |  |  |  |  |  |  |  |  |  |  |  |  |  |  |  |  |  |  |  |  |  |  |  |  |  |  |  |  |
|                               |                               |                               |                               |                                          |                                          |                                              |                                              |                                              |                                              | Willem IV van Luxemburg (1852-1912)          | Willem IV van Luxemburg (1852-1912)          | Willem IV van Luxemburg (1852-1912) | Willem IV van Luxemburg (1852-1912) | Willem IV van Luxemburg (1852-1912)             | Willem IV van Luxemburg (1852-1912)             |                                                 |                                                 |                                                 |                                                 |                                              |                                              |                                            |                                            |                                            |                                            |  |  |                                   |                                   |                                   |                                   |                                    |                                    |                                            |                                            |                                            |                                            | Maria Anna van Portugal (1861-1942)        | Maria Anna van Portugal (1861-1942)        | Maria Anna van Portugal (1861-1942) | Maria Anna van Portugal (1861-1942) | Maria Anna van Portugal (1861-1942)                       | Maria Anna van Portugal (1861-1942)                       |                                                           |                                                           |                                                           |                                                           |                                                            |                                                            |                                                            |                                                            |                                                            |                                                            |  |  |  |  |  |  |  |  |  |  |  |  |  |  |  |  |  |  |  |  |  |  |  |  |  |  |  |  |  |  |  |  |  |  |  |  |  |  |  |  |  |  |  |  |  |  |  |  |
|                               |                               |                               |                               |                                          |                                          |                                              |                                              |                                              |                                              | Willem IV van Luxemburg (1852-1912)          | Willem IV van Luxemburg (1852-1912)          | Willem IV van Luxemburg (1852-1912) | Willem IV van Luxemburg (1852-1912) | Willem IV van Luxemburg (1852-1912)             | Willem IV van Luxemburg (1852-1912)             |                                                 |                                                 |                                                 |                                                 |                                              |                                              |                                            |                                            |                                            |                                            |  |  |                                   |                                   |                                   |                                   |                                    |                                    |                                            |                                            |                                            |                                            | Maria Anna van Portugal (1861-1942)        | Maria Anna van Portugal (1861-1942)        | Maria Anna van Portugal (1861-1942) | Maria Anna van Portugal (1861-1942) | Maria Anna van Portugal (1861-1942)                       | Maria Anna van Portugal (1861-1942)                       |                                                           |                                                           |                                                           |                                                           |                                                            |                                                            |                                                            |                                                            |                                                            |                                                            |  |  |  |  |  |  |  |  |  |  |  |  |  |  |  |  |  |  |  |  |  |  |  |  |  |  |  |  |  |  |  |  |  |  |  |  |  |  |  |  |  |  |  |  |  |  |  |  |
|                               |                               |                               |                               |                                          |                                          |                                              |                                              |                                              |                                              |                                              |                                              |                                     |                                     |                                                 |                                                 |                                                 |                                                 |                                                 |                                                 |                                              |                                              |                                            |                                            |                                            |                                            |  |  |                                   |                                   |                                   |                                   |                                    |                                    |                                            |                                            |                                            |                                            |                                            |                                            |                                     |                                     |                                                           |                                                           |                                                           |                                                           |                                                           |                                                           |                                                            |                                                            |                                                            |                                                            |                                                            |                                                            |  |  |  |  |  |  |  |  |  |  |  |  |  |  |  |  |  |  |  |  |  |  |  |  |  |  |  |  |  |  |  |  |  |  |  |  |  |  |  |  |  |  |  |  |  |  |  |  |
|                               |                               |                               |                               |                                          |                                          |                                              |                                              |                                              |                                              |                                              |                                              |                                     |                                     |                                                 |                                                 |                                                 |                                                 |                                                 |                                                 |                                              |                                              |                                            |                                            |                                            |                                            |  |  |                                   |                                   |                                   |                                   |                                    |                                    |                                            |                                            |                                            |                                            |                                            |                                            |                                     |                                     |                                                           |                                                           |                                                           |                                                           |                                                           |                                                           |                                                            |                                                            |                                                            |                                                            |                                                            |                                                            |  |  |  |  |  |  |  |  |  |  |  |  |  |  |  |  |  |  |  |  |  |  |  |  |  |  |  |  |  |  |  |  |  |  |  |  |  |  |  |  |  |  |  |  |  |  |  |  |
|                               |                               |                               |                               | Maria Adelheid van Luxemburg (1894-1924) | Maria Adelheid van Luxemburg (1894-1924) | Maria Adelheid van Luxemburg (1894-1924)     | Maria Adelheid van Luxemburg (1894-1924)     | Maria Adelheid van Luxemburg (1894-1924)     | Maria Adelheid van Luxemburg (1894-1924)     |                                              |                                              | Charlotte van Luxemburg (1896-1985) | Charlotte van Luxemburg (1896-1985) | Charlotte van Luxemburg (1896-1985)             | Charlotte van Luxemburg (1896-1985)             | Charlotte van Luxemburg (1896-1985)             | Charlotte van Luxemburg (1896-1985)             |                                                 |                                                 | Hilda van Luxemburg (1897-1979)              | Hilda van Luxemburg (1897-1979)              | Hilda van Luxemburg (1897-1979)            | Hilda van Luxemburg (1897-1979)            | Hilda van Luxemburg (1897-1979)            | Hilda van Luxemburg (1897-1979)            |  |  | Antonia van Luxemburg (1899-1954) | Antonia van Luxemburg (1899-1954) | Antonia van Luxemburg (1899-1954) | Antonia van Luxemburg (1899-1954) | Antonia van Luxemburg (1899-1954)  | Antonia van Luxemburg (1899-1954)  |                                            |                                            | Elisabeth van Luxemburg (1901-1950)        | Elisabeth van Luxemburg (1901-1950)        | Elisabeth van Luxemburg (1901-1950)        | Elisabeth van Luxemburg (1901-1950)        | Elisabeth van Luxemburg (1901-1950) | Elisabeth van Luxemburg (1901-1950) |                                                           |                                                           | Sophie van Luxemburg (1902-1941)                          | Sophie van Luxemburg (1902-1941)                          | Sophie van Luxemburg (1902-1941)                          | Sophie van Luxemburg (1902-1941)                          | Sophie van Luxemburg (1902-1941)                           | Sophie van Luxemburg (1902-1941)                           |                                                            |                                                            |                                                            |                                                            |  |  |  |  |  |  |  |  |  |  |  |  |  |  |  |  |  |  |  |  |  |  |  |  |  |  |  |  |  |  |  |  |  |  |  |  |  |  |  |  |  |  |  |  |  |  |  |  |

- Gemeinsame Normdatei: 137352298
- International Standard Name Identifier: 0000 0000 5833 4514
- Nederlandse Thesaurus van Auteursnamen: 089615379
- Virtual International Authority File: 81554869